# Tourache
La tourache  ou taurache est une race bovine française disparue, originaire du Jura.

## Origine
C'est la race ancienne du massif du Jura (Haut-Doubs et Haut-Jura, par opposition à la Fémeline qui occupe la partie basse de la Franche-Comté), utilisée principalement pour la traction, dont le débardage du bois. Ses bœufs étaient vendus plus au nord, en Champagne et Lorraine, mais surtout dans le Nord, sous le vocable "bœuf comtois". Ce terme était utilisé en fonction de l'origine géographique, sans discrimination des races tourache et fémeline.
Dès les années 1850, elle est croisée avec des taureaux de races suisses, de races bernoise ou simmental, formant, avec la fémeline, l'embryon de ce qui deviendra la race montbéliarde. Ce métissage ancien explique la rareté des textes dédiés à la tourache. Lorsque les agronomes s'intéressent à cette race, elle est déjà en voie d'extinction. Les derniers individus semblent avoir disparu au moment de la Première Guerre mondiale.
Philippe J. Dubois explique son nom par le terme « taureau », en référence à son allure masculine. Elle s'oppose alors à l'autre race locale fémeline, d'allure féminine.

## Morphologie
C'était une grande race à pie robe rouge sombre. La robe était très couverte, les taches blanches se limitant au ventre, aux pattes et à la tête. Elle avait une allure trapue avec des membres forts et une encolure musclée. Les cornes étaient longues, écartées, torsadées vers l'avant et le bas, puis vers le haut et l'arrière vers les pointes.

## Aptitudes
C'est une race de travail. Les bœufs étaient vendus vers le nord de la France où ils œuvraient dans les champs de betterave et céréales. En fin de carrière, ils étaient engraissés et abattus pour leur viande de qualité moyenne. La vache produisait peu de lait, mais sa richesse était appréciée pour la fabrication fromagère, dont les prémices du célèbre comté.

## Sources